# Miroslav Klinger
Miroslav Klinger (Praga, Checoslovaquia, 20 de enero de 1893-ibídem, 10 de febrero de 1979) fue un gimnasta artístico checoslovaco, especialista en la prueba de caballo con arcos gracias a la cual llegó a ser campeón mundial en 1922.

## Carrera deportiva
En el Mundial celebrado en Liubliana en 1922 consiguió la medalla de oro en la competición de caballo con arcos, quedando situado en el podio por delante de su compatriota Stanislav Indruch y los yugoslavos Leon Štukelj y Peter Šumi, ambos tres empatados con la medalla de plata.